# Tridentinska reformen
Tridentinska reformen var de reformer inom romersk-katolska kyrkan efter Tridentinska mötet (1545-1563).
Tridentinska reformen omtalas ofta som motreformationen, men detta ord bör snarare reserveras för de åtgärder som vidtogs för att bekämpa den protestantiska reformationen. Reformen, som syftade till att förnya den katolska kyrkan, tog sig bl.a. uttryck i en rad viktiga publikationer: den tridentinska trosbekännelsen, Tridentinum (1564), den romerska katekesen, Catechismus Romanus (1566), en ny tidegärd, Breviarium Romanum (1568) och en enhetlig mässbok, Missale Romanum (1570); de båda sistnämnda var i bruk ända till 1960-talets liturgireform. 
Tridentinska reformen bestod vidare i en förbättrad prästutbildning, nya skolor, nya ordnar och kongregationer. Många medeltida bruk avskaffades, bl.a. penningavlaten. Tridentinska reformen medförde även en ny och aktiv fromhetstyp som fick sitt konstnärliga uttryck i barocken.